# Bell X-9 Shrike
Il Bell X-9 Shrike era un prototipo di missile guidato aria-superficie a combustibile liquido prodotto dall'azienda statunitense Bell Aircraft Corporation ed utilizzato per i test che portarono allo sviluppo del GAM-63 RASCAL a testata nucleare.

## Storia del progetto
Dopo il termine della seconda guerra mondiale gli Stati Uniti d'America istituirono una struttura operativa, lo Strategic Air Command (SAC), incaricata della detenzione e dell'utilizzo dell'arsenale nucleare strategico. Nell'aprile 1946 venne pianificato un programma per lo sviluppo di una nuova arma di distruzione di massa (Weapons of Mass Destruction (WMD)) che si concretizzerà nel GAM-63 Rascal.
Nel maggio 1947 il SAC stipulò un contratto con la Bell Aircraft Corporation per lo sviluppo di un nuovo missile aria-superficie, l'ASM-A-2 Rascal (in seguito ridesignato B-63 e definitivamente GAM-63 Rascal) destinato ad essere trasportato da velivoli utilizzati come vettori.
Per testare le caratteristiche della nuova arma venne ordinato di sviluppare un missile su scala ridotta che assunse la designazione di RTV-A-4 Shrike. Al modello era demandato il compito di testare la migliore forma aerodinamica, il suo sistema di radio navigazione, la propulsione e tutte le operazioni preliminari di carico e pre-lancio.
Ne vennero ordinati 93 esemplari ma continui ridimensionamenti al progetto ridussero la quantità finale.

Vennero realizzati trentuno razzi X-9, l'ultimo dei quali venne lanciato il 23 gennaio 1953.

## Impiego operativo
Il programma di lancio ebbe inizio il 28 aprile 1949, quando venne effettuato il primo volo di prova con un mock up di un RTV-A-4 privo di motore.

Il primo lancio di un modello autopropulso venne tentato senza successo nel maggio 1950  e solo con il quinto tentativo, nel novembre dello stesso anno, i problemi vennero definitivamente risolti.

## Utilizzatori
Stati Uniti
- United States Air Force

## Esemplari attualmente esistenti
Nessuno degli Shrike è sopravvissuto ai test. L'unico frammento rimasto è una parte di uno stabilizzatore verticale conservata al Larry Bell Museum di Mentone (Indiana).